# 尾崎神社

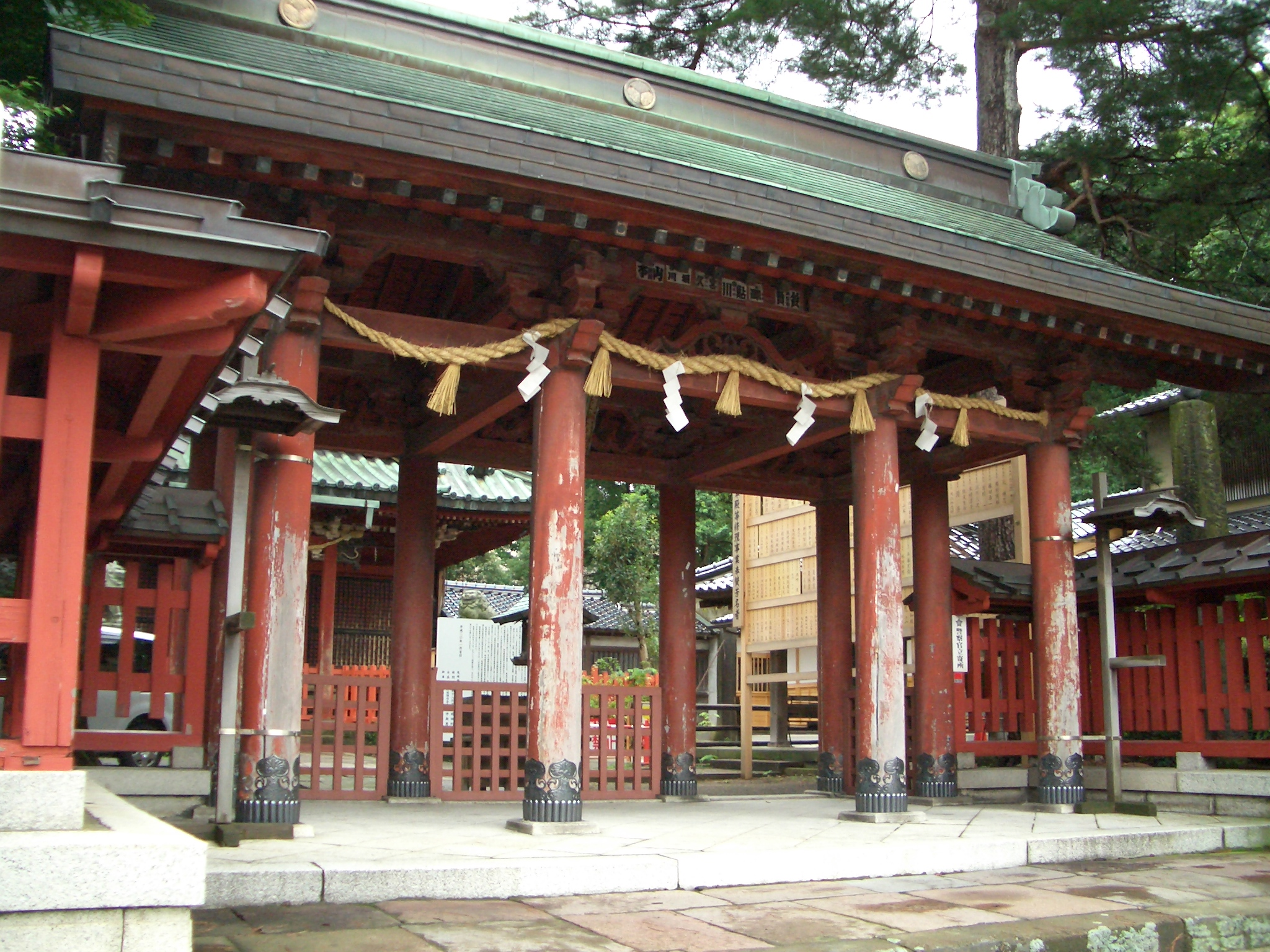
神門

尾崎神社（おざきじんじゃ）は、石川県金沢市にある神社。天照大神、東照大権現、加賀藩三代藩主前田利常を祀る。朱塗りの社殿には徳川家康の紋が散りばめられ、金沢城の江戸、北陸の日光と呼ばれ崇められた。江戸時代後期から明治時代初期に流行した藩祖を祀った神社のひとつ。別名を金沢東照宮という。

## 歴史
寛永20年（1643年）に加賀藩四代藩主前田光高が金沢城北の丸に東照三所大権現社として建立する。1874年（明治7年）、神仏分離により尾崎神社と改称する。
1878年（明治11年）、金沢城が陸軍省用地となり、現在地に移築された。
1930年（昭和5年）12月13日、国宝（旧国宝）に指定された。

## 祭神
- 主祭神 - 天照大神、東照大権現、前田利常

## 境内
- 本殿
- 中門
- 幣殿
- 拝殿
- 神門
- 豊受稲荷社
- 裏門

## 文化財

### 重要文化財
- 本殿[3] - 江戸時代初期、寛永20年（1643年）建立、三間社流造　本瓦型銅板葺、大工木原木工允
- 中門[4] - 江戸時代初期、寛永20年（1643年）建立、平唐門　本瓦型銅板葺、大工木原木工允
- 透塀[5] - 江戸時代初期、寛永20年（1643年）建立、桟瓦葺、大工木原木工允
- 拝殿及び幣殿[6] - 江戸時代初期、寛永20年（1643年）建立、入母屋造　平入　向拝一間　本瓦型銅板葺、大工木原木工允
- 附棟札3枚

## 所在地
- 〒920-0937 石川県金沢市丸の内5-5

## 交通アクセス
- 北陸新幹線・IRいしかわ鉄道線 金沢駅東口下車 北陸鉄道バス 南町もしくは武蔵ヶ辻バス停下車

## 周辺情報
- 兼六園
- 金沢城
- 近江町市場
- 尾山神社